# マルティニ・ヘンリー銃
マルティニ・ヘンリー銃（マルティニ・ヘンリーじゅう、英:Martini-Henry）は、イギリスで採用された後装式・レバー作動方式の小銃である。作動にはフリードリッヒ・フォン・マルティニの設計（特定箇所や、基本形状がヘンリー・O・ピーボディの開発したピーボディ銃と類似しているとして、しばしば指摘されている）が加えられ、施条の入った銃身の設計は、銃匠であるスコッツマン・アレクサンダー・ヘンリーが行った。この銃が軍務に就いたのは1871年のことで、スナイダー・エンフィールド銃と代替された。また派生型は30年間を通じてイギリス帝国に用いられた。本銃は、金属製薬莢を採用した真の後装式としては、最初のイギリス軍制式小銃であった。
マルティニ・ヘンリー銃には4つの形式が存在する。マークI（1871年6月開発）、マークII、マークIII、マークIVである。また、1877年には派生型の一つにカービン銃が存在し、これはガリソン砲兵用カービン銃として分類される砲兵用カービン（マークI、マークII、マークIII）であり、またより小型の派生型が陸軍士官学校の訓練用小銃として設計された。マルティニ・ヘンリー小銃のマークIVは1889年に生産終了した。しかし、大英帝国における軍務での使用は第一次世界大戦の終結まで続き、アフガニスタンでは、少数が部族民の手によりソ連のアフガン侵攻に対して使用されている他、アフガニスタン紛争でも2010年後半から2011年にかけてはアメリカ海兵隊やアメリカ陸軍第101空挺師団が、ヘルマンド州マルジャー近郊でのターリバーンとの戦闘(モシュタラク作戦)で数度に渡りマルティニ・ヘンリー銃を鹵獲した。
マルティニ・ヘンリー銃は、パキスタン北西辺境州の銃器製作者たちによって大規模に複製された。彼らの製作した兵器は、エンフィールド王立小火器工廠と比較して製造品質は低かったが、プルーフ・マークなどの品質刻印なども含めた刻印類まで正確に複製されていた。主な製作者たちはダッラ・アダム・ケール在住のアフリディ族である。彼らはカイバル峠の周辺に居住していた。このため、イギリスの言葉でこのような兵器はPass made rifles（峠製の銃）と呼ばれた。カイバル峠で密造されるマルティニ・ヘンリー銃の中には、拳銃型のものさえ存在しており、骨董品と見紛いかねない精巧な「老化」仕上げと、真正の英国製制式小銃より正確に写し取られた刻印が巧妙に配置されていることから、国際治安支援部隊に参加している兵士(主にウォー・トロフィーに対する銃規制が緩いアメリカ軍兵士)達の間では、珍しい骨董品と誤認して母国に持参するものも少なくないという。アンティーク銃器を専門に取り扱う米国のロック・アイランド・オークション社にも何度かこのような"マルティニ・ヘンリー拳銃"が持ち込まれた事があるが、同社の鑑定士たちは「観光土産の為に非常に高度な複製技術力を駆使し、実際の使用を意図していない、ある意味馬鹿馬鹿しいジャンク品を造っている一例」と評している。

## 概観

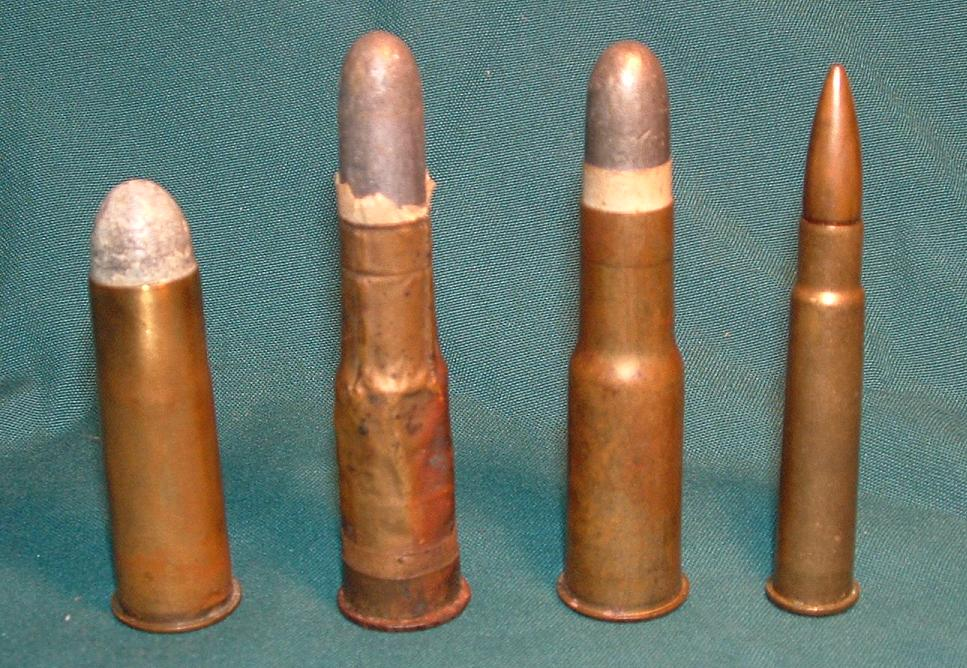
（左から右の順に）.577 スナイダー実包、ズールー戦争時代の真鍮板を巻いて成形した.577/450 マルティニ・ヘンリー実包、引き抜き成形された後期型真鍮製.577/450 マルティニ・ヘンリー実包、.303ブリティッシュ Mk.7 SAA 通常弾実包

オリジナルの装填方式を持つこの銃は、直径.451インチ（11.455mm）、重量480グレイン（31.104g）の鋳造弾丸を射出する。弾丸は起縁式薬莢にはめられており、今日この薬莢は.577/450実包として知られている。この実包は薬莢がボトルネック型に設計されており、基本はスナイダー・エンフィールド銃の.577実包と同じである。また、85グレイン（5.51g）の発射薬を用い、強力な反動が特徴である。空薬莢はレバー操作により後方から排出される。
小銃の全長は49インチ（124.5cm）であり、鋼鉄製の銃身は33.22インチ（84cm）である。ヘンリーの施条の特許はヘプタゴナル（七角形）銃身の設計であり、七つの腔綫が22インチ（55.88cm）で一回転した。この兵器の全重は8ポンド7オンス（3.83kg）である。伍長から曹長までの陸軍下士官には銃剣が標準的に支給されており、着剣時には長さが延長されて68インチ（172.7cm）、重量は10ポンド4オンス（4.65kg）に増大した。
標準的な銃剣はソケットタイプの刺突剣であり、1853年型の旧式の銃剣（全長20.4インチ）や、1876年型の新式の銃剣（全長25インチ）と互換性があった。また、エルコー卿の開発した銃剣は叩き斬ることを目的にしており、他に非戦闘のいろいろな用途に使えた。これには二列の歯が追加されており、鋸としても使えた。しかし大量生産はされず、標準的な支給品にはならなかった。
本銃は1,400ヤード（1,300m）を照準できた。射程1,200ヤード（1,100m）では、射出された20発が標的の中央から27インチ（69.5cm）の散布界に入るという平均的な偏りを示しており、弾道の最高点は、500ヤード（450m）における高さ8フィート（2.44m）である。
エンフィールド・マルティニ銃は0.402口径のモデルで、安全装置のようないくつかのマイナーな改善を取り入れており、マルティニ・ヘンリー銃を代替するために1884年以前から段階的に導入された。代替が段階的なのは既存の古い弾薬のストックを使い果たすためである。
しかしながらこれが完了する前に、マルティニ銃をリー・メトフォード銃で刷新する決断がなされた。.303口径のこの銃はボルトアクション作動で弾倉が装備されており、かなり高い発射速度を与えた。従って軍務に3種の異なるライフル口径を採用するのを避けるために、エンフィールド・マルティニ銃は退役させられ、マルティニ・ヘンリー銃は0.45口径に換装された上で、「A」および「B」型小銃に改名した。また、黒色火薬を用いる0.303口径でカービン形式の派生型が少数生産され、これはマルティニ・メトフォード銃と呼ばれたほか、0.303口径でコルダイト火薬仕様のカービン銃もあり、マルティニ・エンフィールド銃と呼ばれた（エンフィールド・マルティニ銃と対照である）。
マルティニ・ヘンリー銃が軍務での運用を終えるまでの間に、英国陸軍は数多くの植民地戦争に巻き込まれたが、最も注目すべきものは1879年に起きたズールー戦争である。本銃は、ロークス・ドリフトに進出していた第24歩兵連隊、第2大隊所属の中隊によって使われた。この戦闘中、139名の英軍兵士が約1,000名のズールー戦士による攻撃に対抗し、防衛に成功した。このマルティニ・ヘンリー銃の段階的な代替は1904年まで完了しなかった。
本銃は、ロークス・ドリフトの戦いに先立つイサンドルワナの戦いなどで起こった、英軍部隊の敗北に関して（拙劣な戦術と数的不利に加え）部分的に責を負うものとされる。マルティニ・ヘンリー銃は最高水準の技術にあったが、アフリカの気候の中において、酷使された後の本銃の作動には、過熱や詰まりを起こす傾向があった。これらから結果的にブリーチブロックを動かして小銃に再装填することが難しいものになった。問題の調査後、英軍兵器部は、原因が巻いて成形される真鍮製薬莢の脆弱な構造にあること、詰まりや汚染を起こすのは黒色火薬を用いた発射薬が主因であると決定した。これを修正するため、薬莢が脆弱な巻いて作る真鍮製のものから、強靭な引き抜き成形の真鍮製のものに換えられ、機関部が不具合を起こしたときにはより強いトルクで作動させられるよう、延長された装填レバーが取り付けられた。これらの後期派生型は戦闘において高い信頼性を持っていた。

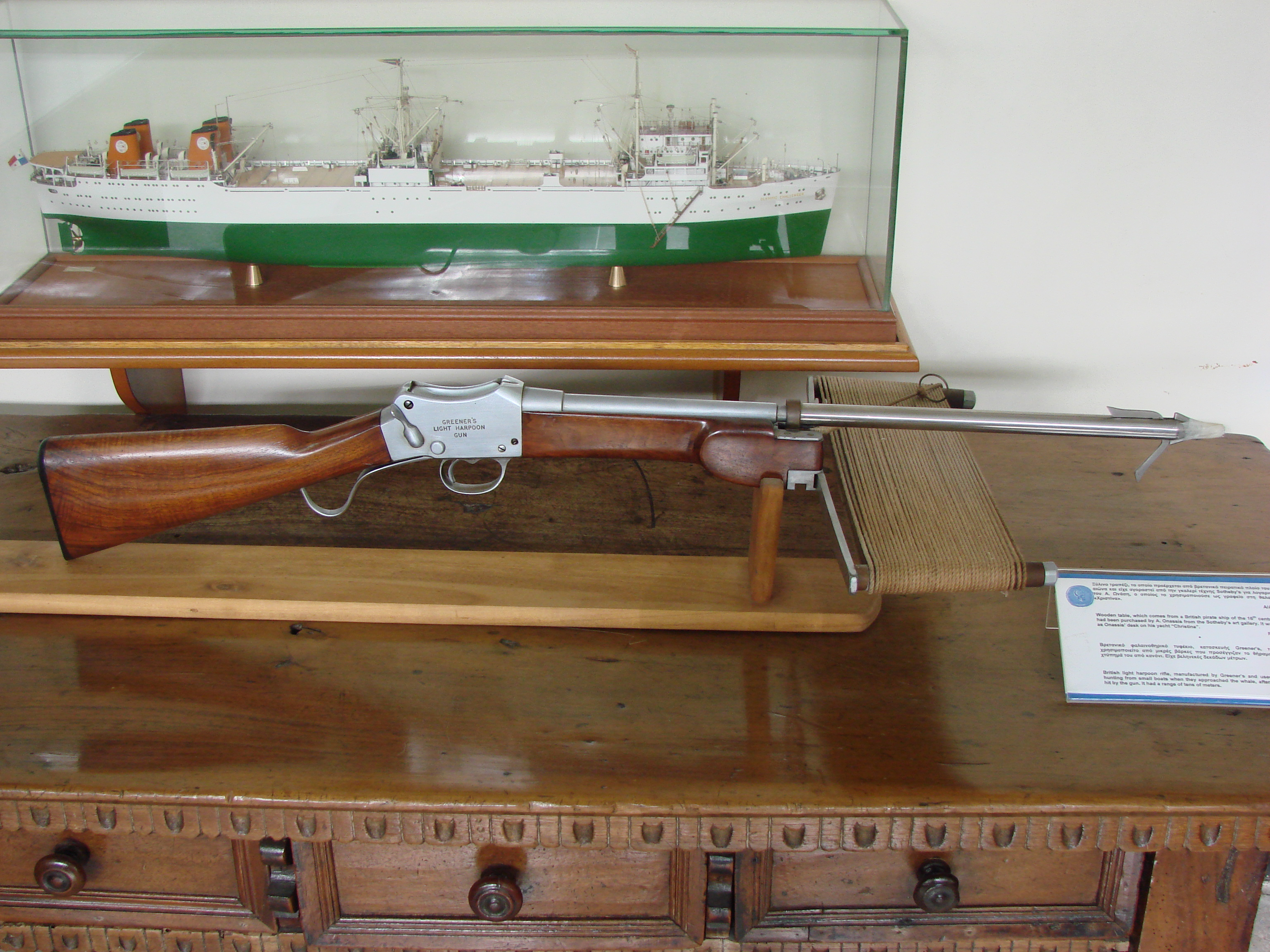
グリーナー-マルティニ軽捕鯨銃

稀少な散弾銃仕様の派生型がグリーナー警察用散弾銃(グリーナー-マルティニ銃とも)として知られており、特別な実包を装填する。薬室形状と実包の特殊な形状から、この兵器は盗まれても弾薬の共用性がなく、利用できなかった。この銃は二連散弾銃で著名なW.W.グリーナーにより製造され、リーズにある王立兵器博物館で見ることができる。W.W.グリーナーは後年、グリーナー-マルティニ散弾銃を元にした小型の捕鯨銃も製造した。

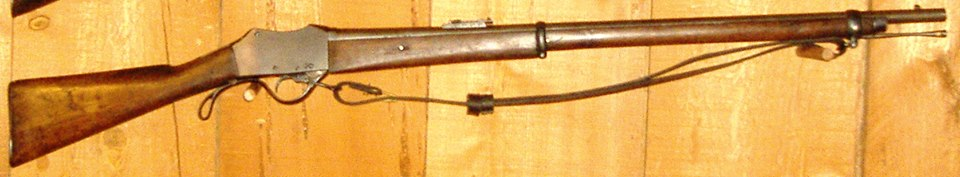
ガヘンドラ小銃

もう一種の派生型はガヘンドラ小銃で、ネパールの地域で生産された。設計は基となったマルティニ・ヘンリー銃からやや進んでいるが、しかしこの銃は手製であることからその性能には様々な差がある。なお、ガヘンドラ銃はマルティニ・ヘンリー銃と英陸軍制式採用を争った1869年式ウェストリー・リチャーズ銃の設計が元になっているとする資料もある。ウェストリー・リチャーズ銃は外見はマルティニ・ヘンリー銃と類似したフォーリングブロック・アクションの小銃であるが、撃発機構はマルティニ・ヘンリー銃がストライカー式なのに対して、ウェストリー・リチャーズ銃は内蔵ハンマー方式となっており、内部構造上はほぼ別物である。
マルティニ・ヘンリー銃は、第一次世界大戦の様々な任務にも主に補助兵器として投入された。また航空機の搭乗員に支給され（戦争の初期段階で）、新開発の焼夷実包を用いた観測気球や敵航空機、硬式飛行船の撃墜に用いられた。マルティニ・ヘンリー銃はまた、第一次世界大戦中、アフリカや中東の戦場で現地住民の補助部隊により用いられた。

### 日本におけるマルティニ・ヘンリー銃
日本におけるマルティニ・ヘンリー銃の配備は、慶応4年(明治元年、1868-1869年)の庄内藩での制式採用が最初の事例で、後の明治4年(1871-1872年)には大日本帝国海軍の移乗攻撃部隊である海兵隊にて本銃が採用された。当時陸軍ではブリーチ式後装銃のスナイドル銃が採用されていたが、移乗攻撃という戦法の性質上速射性能を重視した為に海兵隊では本銃が採用されたという。移乗攻撃が時代遅れとされた為、海兵隊は1876年に一度解体されるが、後に海兵隊の任務を内包する形で臨時編成部隊として発足した海軍陸戦隊でも村田銃の登場までスナイドル銃や本銃が併用されたという。
日本では前述のピーボディ・マルティニ銃と共にマルチニーヘンリー銃またはヘンリーマルチニー銃、馬珍銃
等と呼ばれていた。
帝国海軍では索投擲銃として、当初は帝国陸軍より払い下げられた村田銃ベースの甲号擲弾銃の改造品を用いていたが、後にマルティニ・ヘンリー銃をベースとした索投擲銃を萱場製作所(カヤバ)や川口屋林銃砲火薬店(KFC)に製造させて制式採用、昭和20年の日本の敗戦まで用いられた。
| 先代 日本海軍の建軍 | 日本軍制式小銃 1871-1880 | 次代 村田銃 |

### オスマン軍のピーボディ・マルティニ銃
オスマン帝国はマルティニ・ヘンリー銃をイギリスから購入することができず、アメリカ合衆国ロードアイランド州プロビデンスに所在したプロヴィデンス器具会社から同一の兵器を購入した。これらは露土戦争 (1877年)に投入された。
第一次世界大戦前夜のオスマン帝国で義賊として名を轟かせた無法者のヘキモグルーとその配下はピーボディ・マルティニ銃を愛用しており、現在のトルコにおいてもフォーク・ヒーローとして、しばしばトルコ民族音楽の題材として取り上げられている。

## マルティニ・アクションの作動について

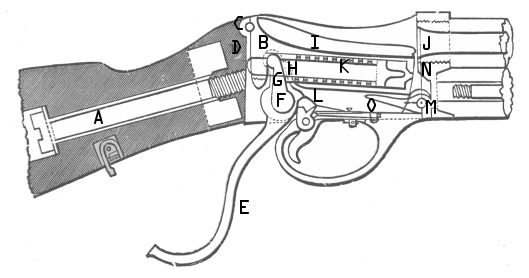
マルティニ・ヘンリー銃の閉鎖部

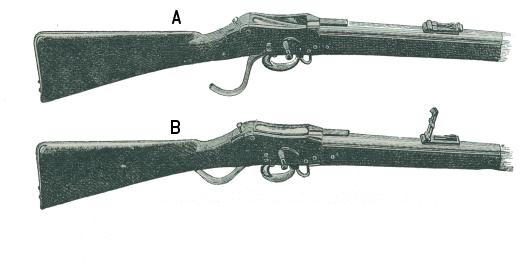
マルティニ・ヘンリー銃。
A:装填準備。
B:装填完了、および射撃位置

ロックとブリーチはストックからのメタルボルト(A)によって保持されている。ブリーチはブロック(B)により閉鎖されており、ピン(C)が回転するとブロック後方が開放されて通過可能になる。ブロックの終端はケース(D)と共にナックルジョイントを構成するために丸められており、反動をピン(C)よりもある程度多く吸収する。
トリガーガードの下部のレバー(E)は、ケース内部のタンブラー(G)を突きだすとき、ピン(F)を働かせる。このタンブラーはノッチ(H)の中へ移動し、ブロックを押し上げるよう働くもので、レバーの位置に応じて、射撃位置にこれを引き上げるか、これを落下位置に引く。
ブロック(B)は、実包を薬室(J)に装填するのを補助する上面(I)に沿ってへこんでいる。実包を発射するために、ブロックは実包に対して発射機構(K)をセットするよう位置を引き上げる。発射機構(ストライカー)は、とがった金属製の撃針と、その周囲をとりまく螺旋形のバネから構成される。その先端は薬室に挿入された実包の電管へ打撃を与えるため、ブロック前面のホールを通過する。レバー(E)が前方へ動かされたとき、タンブラー(G)が回転し、アームの1本が連動する。そしてタンブラーをノッチ(H)が確実にロックするまで、スプリングが後退する。さらにバネは、タンブラーの下部の角に押し込まれるレストピース(L)によって保持される。
発射後、空薬莢はロックによって部分的に引き出される。エキストラクターはピン(M)を中心に回転する。これは2本の垂直の腕(N)を持っており、それらは空薬莢の後端の溝部に押され、元の位置である銃身脇に彫られた2条の筋へと押し戻される。レバーが前に押されるとき、エキストラクターのアームとベントアーム(O)は80°の角度を構成し、下がるブロックによって押しやられる。これにより直立するアームが少し空薬莢を引き抜き、より簡単に、完全な手動排莢が可能となる。
マルティニ・ヘンリー銃には固有の安全装置は存在せず、代わりに機関部の右側面にピン(F)と連動して動く涙滴型のコッキング・インジゲーターが装備されており、射手はインジゲーターの向きを視認することで発射機構がコッキングされているか否かを確認できた。安全装置に関しては、フリードリッヒ・フォン・マルティニが1868年に最初に英陸軍に提示した試作銃や、1871年から1876年まで製造されたマルティニ・ヘンリー・マークIの一部には引金の作動を制限する構造の安全装置が装備されていたが、部品点数が増える割に衝撃に対する安全性が完全で無かったことから、1876年以降のマルティニ・ヘンリー・マークIIではこの安全装置は廃止された。
.402口径のエンフィールド・マルティニ銃ではコッキング・インジゲーターは一旦廃止され、撃針と一体化した発射機構(K)をハーフ・コッキングの位置で停止できる構造の安全装置が追加された。また、補助装備として機関部右側に吊り下げるように取り付ける「クイック・ローダー」が設定された。このクイック・ローダーはバナナ型箱弾倉に類似した構造で、ブリーチブロックに隣接した開口部から実包を1発ずつ引き抜くようにして使用することで、射手の素早い連発操作を補助するものであった。しかし、エンフィールド・マルティニ銃は早々にリー・メトフォードへの移行が決まってしまったことから、既存のマルティニ・ヘンリー銃や、後発の.303口径マルティニ・エンフィールド銃にこれらの改良が反映されることはなかった。
英国の軍用小銃と同様に、マルティニ・ブリーチ・アクションは英国のグリーナー社によって散弾銃に採用された。この単発の「EP」暴動鎮圧用銃は、旧英領の植民地では1970年代まで運用された。グリーナー「GP」散弾銃もまたマルティニ・アクションを採用し、手軽に使える銃として20世紀中頃まで愛用された。マルティニ・アクションはバーミンガム・スモール・アームズ(BSA)社も採用した。BSAは1920年代に索発射銃である「BSA・ラインスローイング・ガン」を小銃型、据撃ち型の二種類発売しており、後年、大日本帝国海軍はBSAの小銃型をほぼそのままの形で、大日本帝国陸軍船舶司令部はBSAの据撃ち型を参考に村田銃や有坂銃の機構を用いて独自に開発したものをそれぞれ「索投擲銃」として採用した。最近年の銃としては、BSA社傘下のパーカー・ヘイルが、小口径射撃用ライフル「スモール・アクション・マルティニ」を1955年まで生産した。
W.W.グリーナーは警察用散弾銃を開発するにあたり、タンブラー(G)の作動を制限する構造の安全装置を追加した。マルティニ・ヘンリー銃のタンブラー(G)は、撃針と一体化した発射機構(K)と連結されているため、撃針を直接停止できる構造の.402口径エンフィールド・マルティニ銃には及ばないものの、引金のみを止める構造のマルティニ・ヘンリー・マークIの安全装置よりは、衝撃に対する信頼性は遥かに高かった。W.W.グリーナーは民生型のグリーナー GP散弾銃や、グリーナー-マルティニ軽捕鯨銃でも同様の構造の安全装置を採用した。一方、BSAのスモールアクション・マルティニ小銃ではコッキング・インジゲーターのみで安全装置は採用されなかった。BSA・ラインスローイング・ガンを参考に製造された帝国海軍の索投擲銃にも安全装置は無く、代わりにコッキング・インジゲーター周辺に「装」「空」の打刻が行われ、水兵が安全確認を容易に行える工夫がされていた。

## 採用国

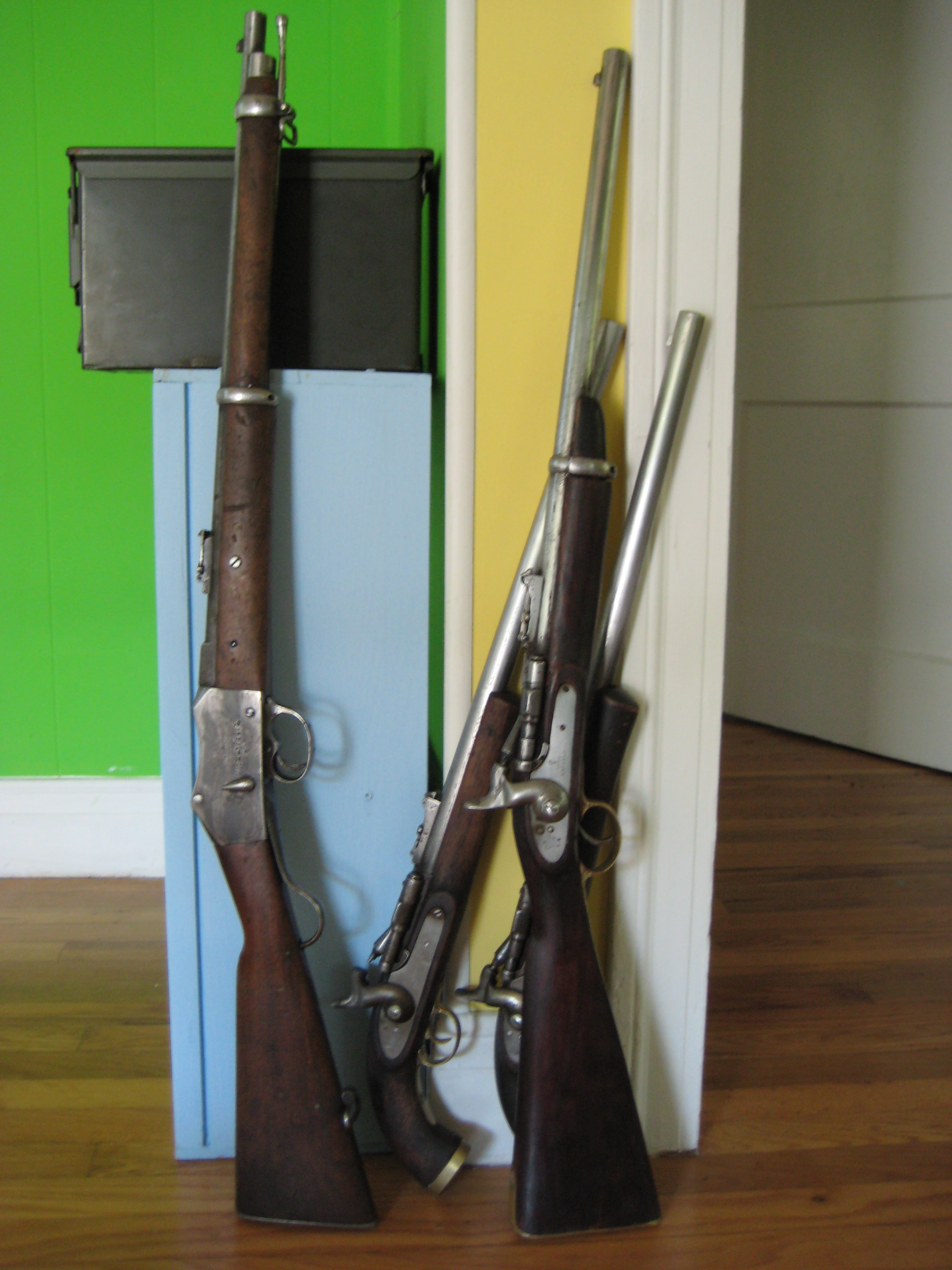
カイバル峠で複製されたマルティニ・ヘンリー(左)とスナイドル・エンフィールドの騎兵銃(右)。カイバル峠の複製銃の中には真正品そのものの刻印が荒唐無稽な配列で打刻されていたり、後方に2挺並んだ「スナイドル・エンフィールドのソードオフ・ピストル」のように、実用品ではあり得ない形態の銃が当時物そっくりに密造されている事から、観光客や外国人駐留兵の間で土産物として母国に持ち帰られる例が少なくないとされる。

- アフガニスタン首長国
- イギリス
- イギリス領インド
- エジプト・スルターン国
- オーストラリア
- オスマン帝国
- カナダ
- ケープ植民地
- セルビア王国
- トランスヴァール共和国
- アルバニア
- ギリシャ
- ニュージーランド
- ネパール王国
- ルーマニア公国

## マルティニ・ヘンリー銃が登場する作品
マルティニ・ヘンリー銃は採用年数こそ短かったものの、英国軍の制式小銃であった事から、1871年から1889年ごろまでを題材とした映画・小説などで登場することが多かった。小説では代表的なものはラドヤード・キップリングの『王になろうとした男』(1888年)、ジョセフ・コンラッドの『闇の奥』(1902年)、ジム・コルベットの『マンイーター・オブ・クマーウーン』(1944年)などが挙げられ、ビデオゲームでは第一次世界大戦が題材の『バトルフィールド1』(2016年)にも登場する。
映像作品でマルティニ・ヘンリー銃の特徴的な作動機構や、マルティニ・ヘンリー銃の速射性の高さに則った当時の英陸軍の射撃操典をもっとも顕著に確認できるものとしては、ズールー戦争を題材とした『ズール戦争』(1964年)や『ズールー戦争/野望の大陸』(1979年)が挙げられる。両作は単なる歴史的経過のみならず、ズールー人戦士たちの文化的側面までも比較的公平に描写した映画としても名高く、英国陸軍もウェブリー・リボルバーやマルティニ・ヘンリー銃で武装しているが、1960年代から1970年代の時点で可動状態にあるマルティニ・ヘンリー銃はかなり少なくなっており、大規模な歩兵編成全てを賄うだけの実働銃を揃えることが困難であったことから、戦列歩兵の奥側など比較的カメラから遠い位置の兵士にはやむなくマルティニ・エンフィールド銃や、ボルトアクションのチャージャー・ローディング リー・エンフィールド(CLLE)などが代替品として支給されていた。
変わったところではパニック映画の『ジョーズ』(1975年)や『オルカ』(1979年)で、グリーナー-マルティニ軽捕鯨銃が使用された記録がある。